# 穢れと祈り
『穢れと祈り』（けがれといのり、Them That Follow）は2019年のアメリカ合衆国のスリラー映画。監督はブリット・ポールトンとダン・マディソン・サヴェージ、主演はオリヴィア・コールマンが務めた。本作はポールトンとサヴェージの映画監督デビュー作でもある。
なお、本作は日本国内で劇場公開されなかったが、2020年2月5日にデジタル配信された。

## ストーリー
アパラチア山脈の麓にある小さな村。マーラ・チャイルズはペンテコステ派の牧師の家庭で生まれ育った。マーラは教会の信者の1人（ギャレット）に求婚されており、父親（レミュエル）もそれを喜んでいた。しかし、マーラはオーギーの子供を密かに身ごもっていた。オーギーは教会の信者だったが、今は信仰を捨てていた。ほどなくして、マーラは教会の信者たちや父親の圧力に根負けし、ギャレットからのプロポーズを渋々承諾することにした。
レミュエルが運営する教会は毒蛇を儀式に試用していた。そんなある日、蛇にかまれた信者が命を落とすという事件が発生した。地元警察が教会を捜査しようとしたが、ギャレットが「毒蛇を飼っていたのは自分だ」と主張したため、レミュエルたちは難を逃れることができた。しかし、ギャレットはそのために仕事をクビになってしまった。
結婚式の前日、オーギーの母親であるホープがマーラの処女膜をチェックすることになったが、その過程で、ホープはマーラの妊娠に気が付いた。迷った末、ホープはマーラが妊娠しているという事実を伏せることにし、オーギーを厳しく叱責した。しかし、オーギーはマーラへの思いを断ち切ることができず、再び信仰に目覚めたふりをして教会へとやって来た。レミュエルはオーギーの話の真贋を見分けるために、彼に毒蛇を触らせることにした。毒蛇にかまれたオーギーは「病院へ行かせてくれ」と懇願したが、レミュエルとホープはその訴えを無視した。オーギーは腕を切りつけて毒を体外に出そうとしたが、一向に症状は良くならなかった。そんなオーギーの元に、マーラがやって来た。2人は少しの間話をしたが、その様子を偶然見かけたギャレットはオーギーに嫉妬した。そして、帰宅したマーラに「二度とオーギーに会うな」と厳命した。
翌日、オーギーは辛うじて生きていたが、症状はさらに悪化していた。それを知ったマーラはある行動に打って出るのだった。

## キャスト
- オリヴィア・コールマン - ホープ・スローター
- ケイトリン・デヴァー - ディリー・ピケット
- アリス・イングラート - マーラ・チャイルズ
- ジム・ガフィガン - ジーク
- ウォルトン・ゴギンズ - レミュエル・チャイルズ
- トーマス・マン - オーギー
- ルイス・プルマン - ギャレット
- コナー・ダニエル・リショルム - ジェイス

## 製作
2017年8月17日、オリヴィア・コールマン、アリス・イングラート、トーマス・マンが本作に出演することになったと報じられた。9月11日、ウォルトン・ゴギンズの出演が決まったとの報道があった。10月、ケイトリン・ディーヴァーとジム・ガフィガンがキャスト入りした。同月、本作の主要撮影がオハイオ州で始まった。2018年4月12日、ガース・スティーヴンソンが本作で使用される楽曲を手掛けるとの報道があった。

## 公開・マーケティング
2019年1月27日、本作はサンダンス映画祭でプレミア上映された。28日、1091メディアが本作の全米配給権を獲得したと報じられた。6月6日、本作のオフィシャル・トレイラーが公開された。

## 評価
本作に対する批評家からの評価は平凡なものに留まっている。映画批評集積サイトのRotten Tomatoesには87件のレビューがあり、批評家支持率は60%、平均点は10点満点で6.04点となっている。サイト側による批評家の見解の要約は「『穢れと祈り』は舞台設定の持つスピリチュアルな情熱を掴めていない。しかし、キャスト陣の熱演のお陰で、人物描写が見事な箇所は少なからずある。」となっている。また、Metacriticには23件のレビューがあり、加重平均値は57/100となっている。